# Anna Sergejewna Tschepelewa
Anna Sergejewna Tschepelewa (russisch Анна Сергеевна Чепелева; * 26. Juni 1984 in Wolschski, Oblast Wolgograd, Russische SFSR, Sowjetunion) ist eine ehemalige russische Kunstturnerin.
Bei den Olympischen Spielen 2000 in Sydney nahm Anna Tschepelewa an vier Wettbewerben teil und gewann im Mannschaftsmehrkampf die Silbermedaille mit der russischen Mannschaft, zu der außer ihr noch Swetlana Chorkina, Jelena Samolodtschikowa, Anastassija Kolesnikowa, Jekaterina Lobasnjuk und Jelena Produnowa angehörten.

## Auszeichnungen
- 2000:  Verdienter Meister des Sports Russlands[1]
- 2001:  Orden der Freundschaft[1][2]